# Danske Banks Litteraturpris
Danske Banks Litteraturpris var en pris, der i perioden 2003 til 2011 blev uddelt årligt til en etableret dansk forfatter med stor opbakning i befolkningen. Prisen var knyttet til det årligt afholdte BogForum i København, hvor prismodtageren blev afsløret, og prisen uddelt. Der blev forinden udpeget tre kandidater, og prisen blev ledsaget af et beløb på 300.000 kr til vinderen samt 50.000 kr til hver af de to øvrige kandidater. Pengepræmierne blev doneret af Danske Bank.
I tilknytning til Litteraturprisen blev Danske Banks Debutantpris også uddelt, hvor kriteriet var, at forfatteren skulle have debuteret inden for det seneste år. 

## Prismodtagere